# Lodo Moro
Il cosiddetto «lodo Moro» fu un patto segreto di non belligeranza tra lo Stato italiano e il Fronte Popolare per la Liberazione della Palestina (FPLP), movimento a sua volta membro dell'OLP; escludeva invece quello di Abu Nidal, acerrimo nemico di Arafat.
Tale accordo, che era solo verbale, deve il suo nome ad Aldo Moro, ministro degli affari esteri nel governo Rumor IV. La sua esistenza affiorò «pubblicamente per la prima volta in prossimità della caduta del Muro, a partire da un'inchiesta del giudice Mastelloni su traffici d'armi tra OLP e BR» e, successivamente, su di esso focalizzò i suoi lavori la Commissione parlamentare d'inchiesta sul dossier Mitrochin.

## Storia
Con tale accordo, cercato dopo la strage di Fiumicino del 17 dicembre 1973 dal ministro degli esteri Aldo Moro, l'Italia garantiva ai palestinesi - aiutati da gruppi eversivi italiani - libertà di passaggio di armi ed esplosivi sul proprio territorio nazionale; in cambio, i palestinesi garantivano di non colpirla con attentati .
A intavolare e guidare le trattative furono il gen. Vito Miceli (capo del SID), l'amm. Mario Casardi (successore del precedente) e, "sul campo", il colonnello dei carabinieri Stefano Giovannone (capocentro del SID e poi del SISMI a Beirut), George Habbash (capo del Fronte Popolare per la Liberazione della Palestina), Bassam Abu Sharif (allora portavoce del FPLP e consigliere speciale di Yasser Arafat guida storica dell'OLP) e Abu Anzeh Saleh (rappresentante in Italia - con residenza a Bologna - del FPLP).
Accordi simili al lodo Moro vennero stipulati anche da altre nazioni dell'Europa occidentale, così come dalla Repubblica Popolare di Bulgaria che, all'interno del coordinamento dei Servizi di sicurezza del Patto di Varsavia, era competente per l'Italia e il Mediterraneo. Tali accordi tra i Servizi bulgari e i gruppi combattenti palestinesi sono emersi di recente a seguito del processo di desecretazione in corso.

### Prova documentale
A rivelare nero su bianco che un accordo di non belligeranza ci fu è un documento ufficiale dell'allora col. Stefano Giovannone datato 16 febbraio 1978 e trasmesso il giorno seguente; nel suo cablogramma, il capocentro del SID a Beirut scrive di aver avuto notizia da Habbash di:

### Rivelazioni indirette nelle lettere dalla prigionia di Moro
Il 16 marzo 1978 le Brigate Rosse sequestrarono Aldo Moro trucidandone la scorta.
È lo stesso Aldo Moro, durante la sua prigionia, in una lettera datata 22 aprile 1978 e indirizzata a Luigi Cottafavi, ambasciatore fuori ruolo presso l'ONU in qualità di vicesegretario generale aggiunto, suo ex consigliere diplomatico, recapitata e rinvenuta come dattiloscritto nell'ottobre 1978 nel covo brigatista di via Monte Nevoso, a Milano, a scrivere:
Qualche giorno più tardi, in una missiva indirizzata al partito della Democrazia Cristiana e recapitata il 28 aprile, Moro mette nero su bianco quanto segue:
Successivamente, in una missiva recapitata da Sereno Freato il 29 aprile all'on. Flaminio Piccoli, capogruppo della DC alla Camera dei deputati, Moro scrive:
Uguale il vantaggio dei liberati, ovviamente trasferiti in Paesi Terzi. [...]»
Lo stesso 29 aprile anche all'on. Erminio Pennacchini, presidente del Comitato parlamentare di controllo sui servizi segreti e sul segreto di Stato viene recapitata una lettera di Moro nella quale scrive:
Si tratta della nota vicenda dei palestinesi che ci angustiò per tanti anni e che tu, con il mio modesto concorso, riuscisti a disinnescare. L'analogia, anzi l'eguaglianza con il mio doloroso caso, sono evidenti.
Semmai in quelle circostanze la minaccia alla vita dei terzi estranei era meno evidente, meno avanzata.
Ma il fatto c'era e ad esso si è provveduto secondo le norme dello Stato di necessità, gestite con somma delicatezza. Di fronte alla situazione di oggi non si può dire perciò che essa sia del tutto nuova. Ha precedenti numerosi in Italia e fuori d'Italia ed ha, del resto, evidenti ragioni che sono insite nell'ordinamento giuridico e nella coscienza sociale del Paese. Del resto è chiaro che ai prigionieri politici dell'altra parte viene assegnato un soggiorno obbligato in Stato Terzo.
Ecco, la tua obiettiva ed informata testimonianza, data ampiamente e con la massima urgenza, dovrebbe togliere alla soluzione prospettata quel certo carattere di anomalia che taluno tende ad attribuire ad essa. È un intermezzo di guerra o guerriglia che sia, da valutare nel suo significato. Lascio alla tua prudenza di stabilire quali altri protagonisti evocare. Vorrei che comunque Giovannone fosse su piazza. Ma importante è che tu sia lì, non a fare circolo, ma a parlare serenamente secondo verità. Tra l'altro ricordi quando l'allarme ci giunse in Belgio? [...]»
Sempre in un'altra missiva recapitata anch'essa il 29 aprile al on. Renato Dell'Andro, sottosegretario al Ministero di grazia e giustizia:
[...] quella che può sembrare una stranezza e non è e cioè lo scambio dei prigionieri politici. Invece essa è avvenuta ripetutamente all'estero, ma anche in Italia. Tu forse già conosci direttamente le vicende dei palestinesi all'epoca più oscura della guerra. Lo scopo di stornare grave danno minacciato alle persone, ove essa fosse perdurata. Nello spirito si fece ricorso allo stato di necessità. Il caso è analogo al nostro, anche se la minaccia, in quel caso, pur serissima, era meno definita. Non si può parlare di novità né di anomalia. La situazione era quella che è oggi e conviene saperlo per non stupirsi. [...]»
Ci sono inoltre altre lettere, tra cui due ulteriori versioni indirizzate alla DC (mai recapitate) e una missiva indirizzata all'on. Riccardo Misasi, presidente della Commissione giustizia della Camera dei deputati, che si ritiene recapitata ma mai divulgata ritrovate come fotocopie col secondo ritrovamento del memoriale Moro nel 1990, all'interno del covo brigatista di Milano, in via Monte Nevoso; lettere che qui si omettono ma in cui Moro invoca un accordo per la sua libertà sulla fattispecie di quello fatto coi Palestinesi.

### Fonti giornalistiche
- Francesco Cossiga a Vincenzo Fragalà, 20 luglio 2005. Quando Cossiga scrisse "Mambro e Fioravanti innocenti", sulla Repubblica del 20 agosto 2011.
- Davide Frattini, «Trattai io il lodo Moro. Mani libere a noi palestinesi»; sul "Corriere della Sera" del 14 agosto 2008.
- Dino Martirano, «Moro e il patto con i palestinesi. Ne scrisse dalla prigione delle Br»; sul "Corriere della Sera" del 15 agosto 2008.
- Francesco Cossiga, «Non vidi le carte, ma l'ho sempre saputo»; sul "Corriere della Sera" del 15 agosto 2008.
- Gilberto Dondi, Patto anti-attentati con i palestinesi. Ecco la prova dell'accordo segreto; sul "Quotidiano Nazionale" dell'8 ottobre 2015.
- Gilberto Dondi, Lodo Moro, ecco il documento che ne prova l'esistenza. Il dispaccio testimonia il patto di non belligeranza con i palestinesi e anticipa un'operazione terroristica programmata da terroristi europei in Italia. Un mese dopo sarebbe stato rapito Aldo Moro; sul "Quotidiano Nazionale" dell'8 ottobre 2015.

### Riferimenti cronologici
- AA. VV., Venti anni di violenza politica in Italia (1969-1988) Archiviato il 14 ottobre 2017 in Internet Archive., tomo I, 1ª parte (1969-1973), Roma, La Sapienza, 1992.
- AA. VV., Venti anni di violenza politica in Italia (1969-1988) Archiviato il 14 ottobre 2017 in Internet Archive., tomo I, 2ª parte (1974-1978), Roma, La Sapienza, 1992.
- AA. VV., Venti anni di violenza politica in Italia (1969-1988) Archiviato il 14 ottobre 2017 in Internet Archive., tomo II, 1ª parte (1979-1981), Roma, La Sapienza, 1992.
- AA. VV., Venti anni di violenza politica in Italia (1969-1988) Archiviato il 19 settembre 2016 in Internet Archive., tomo II, 2ª parte (1982-1988), Roma, La Sapienza, 1992.

### Saggi
- Andrea Colombo, Trame. Segreti di Stato e diplomazia occulta della nostra storia repubblicana, Cairo Publishing, 2012, ISBN 9788860524409.
- Valerio Cutonilli e Rosario Priore, I segreti di Bologna. La verità sull'atto terroristico più grave della storia italiana, Milano, Chiarelettere, 2016, ISBN 978-88-6190-871-0.
- Miguel Gotor, Aldo Moro. Lettere dalla prigionia, Torino, Einaudi, 2008. ISBN 978-88-06-18585-5.
- Giorgio Guidelli, Porto d’armi. Indagine sui rapporti BR-Palestinesi, Quattroventi, Urbino, 2012, ISBN 9788839209375.
- Alberto La Volpe, Diario segreto di Nemer Hammad, ambasciatore di Arafat in Italia, Editori Riuniti, 2002, ISBN 9788835951704.
- Lorenzo Matassa e Gian Paolo Pelizzaro, Relazione sul gruppo “Separat” e il contesto dell’attentato del 2 agosto 1980; Commissione parlamentare d’inchiesta concernente il “dossier Mitrochin” e l’attività d’intelligence italiana.
- Enzo Raisi, Bomba o non bomba. Alla ricerca ossessiva della verità, Bologna, Edizioni Minerva, 2012 ISBN 9788873814443.
- Giacomo Pacini, "Il Lodo Moro. L'Italia e la politica mediterranea. Appunti per una storia", in Aldo Moro e l'Intelligence, a cura di M. Caligiuri, Rubbettino, Soveria Mannelli, 2018, pp. 143–251.
- Valentine Lomellini, Il lodo Moro. Terrorismo e ragion di Stato 1969-1986, Laterza, 2022.